# Like a Surgeon
«Like a Surgeon» es una canción interpretada por el cantante estadounidense «Weird Al» Yankovic, incluida en su tercer álbum de estudio Dare to Be Stupid (1985). La compañía Rock 'n Roll Records la publicó el 4 de junio de 1985 como el segundo sencillo del disco, tras «This Is the Life», en vinilos de 7" y 12". Producida por Rick Derringer, es una parodia de «Like a Virgin» (1984) de Madonna, y la letra satiriza la profesión médica. La idea y el título de «Like a Surgeon» provinieron de la misma Madonna poco después de que grabara «Like a Virgin», algo inusual ya que Yankovic no suele considerar ideas de parodias de otras personas.
Recibió reseñas favorables de los críticos y periodistas musicales, quienes consideraron que era uno de los mejores trabajos de la carrera de Yankovic y fue reconocida como uno de los sencillos que logró incrementar su popularidad. Ingresó a las listas oficiales de Australia, Canadá y Estados Unidos, en las posiciones diecinueve, treinta y cinco y cuarenta y siete, respectivamente. Bajo la dirección de Jay Levey, el videoclip está ambientado en un hospital y parodia varios elementos del original de Madonna, además de que en una de las escenas aparece una mujer vestida como ella. El tema ha sido una parte esencial en las presentaciones en vivo de Yankovic por décadas y figuró en el repertorio de casi todas sus giras.

## Antecedentes y grabación

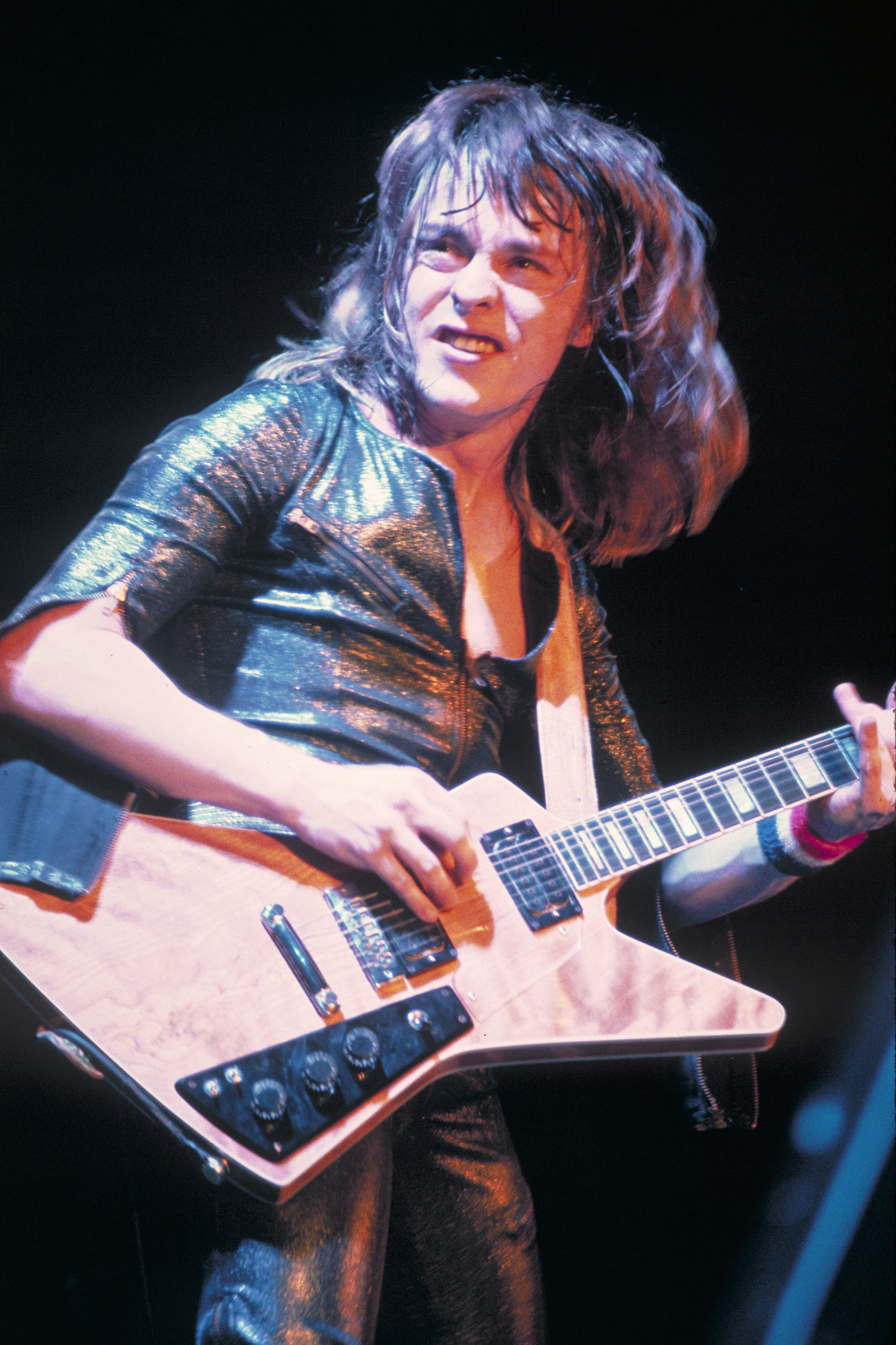
La producción de «Like a Surgeon» estuvo a cargo de Rick Derringer

La idea y el título de «Like a Surgeon» provinieron de la misma Madonna poco después de que grabara «Like a Virgin». Al respecto, la cantante había cuestionado a un conocido cuándo iba a ser el momento en que Yankovic convirtiera «Like a Virgin» en «Like a Surgeon», ya que el nombre «era tan obvio»; ese mismo conocido también era amigo en común de Jay Levey, representante de Yankovic, quien le sugirió la idea tiempo después del encuentro. El músico admitió que no conocía a Madonna, pero se había sentido «halagado» por la propuesta; comentó: «Me llegó la noticia. Pensé: "Esa no es una mala idea. Creo que la haré"». Fue la primera y única vez que un artista ofreció «exitosamente» una sugerencia a Yankovic, quien por lo general no toma en cuenta ideas de parodias de otras personas.
La grabación se llevó a cabo en los estudios Santa Monica Sound Recorders, en Santa Mónica (California), el 21 de febrero de 1985, un día después de haber completado la canción «Yoda» y durante la misma semana en que grabó «I Want a New Duck», también incluida en Dare to Be Stupid. Además de la composición, Yankovic realizó los arreglos, Rick Derringer se encargó de la producción y Tony Papa fue el responsable de la ingeniería. Dennis Keeley tomó la fotografía para la portada del sencillo, que cuenta con el cantante y una doble de Madonna vestidos como cirujanos. Cabe señalar que en octubre de 2011 la serie de televisión estadounidense How I Met Your Mother hizo referencia a la creación del tema: en el episodio «Noretta», perteneciente a la séptima temporada, el personaje principal Ted Mosby —admirador de Yankovic— le da la idea de «Like a Surgeon» por medio de una carta cuando tenía ocho años.

## Composición y publicación
El intérprete comentó que «gran parte de mi humor es un homenaje a lo mundano, aquellas cosas a las que la gente no le rinde honor». En relación con la canción, señaló que era «otra idea bastante tonta, pero fue divertida». La letra satiriza la profesión médica; inicia con la primera estrofa I finally made it through med school / Somehow I made it through / I'm just an intern / I still make a mistake or two («Finalmente sobreviví a la escuela de medicina, de alguna manera pasé, soy solo un interno, todavía cometo uno o dos errores») y luego continúa con el estribillo Like a surgeon, hey / Cuttin' for the very first time / Like a surgeon / Organ transplants are my line («Como un cirujano, cortando por primera vez, como un cirujano, los trasplantes de órganos son mi especialidad»). Antes del segundo estribillo recita I'll pull his insides out, pull his insides out / And see what he ate («Sacaré todo de su interior, todo de su interior, y veré qué es lo que comió»), y en el último verso del estribillo cambia por Here's a waiver for you to sign («Aquí tiene la excención para que usted firme»). En el tema también señala que le molesta más el hecho de que sus pacientes mueran antes de que puedan pagar que el hecho de que estén muriendo.
El 4 de junio de 1985, la compañía Rock 'n Roll Records publicó «Like a Surgeon» como el segundo sencillo de Dare to Be Stupid en vinilo de 7", con «Slime Creatures from Outer Space» —también del disco— como lado B. Asimismo, estuvo disponible en Estados Unidos otro vinilo de 7" pero de manera promocional, es decir no a la venta. Por su parte, en Australia y México, donde en este último la discográfica fue Epic Records, se incluyó «King of Suede» y «Girls Just Wanna Have Lunch» —parodia de «Girls Just Want to Have Fun» (1983) de Cyndi Lauper— en el lado B, respectivamente, mientras que en Alemania el sello Bellaphon editó un vinilo de 12" con «Like a Surgeon» y «Slime Creatures from Outer Space». La canción se incluyó en los álbumes de grandes éxitos "Weird Al" Yankovic's Greatest Hits (1989) y The Essential "Weird Al" Yankovic (2009), como así también en las cajas recopilatorias Permanent Record: Al in the Box (1994) y Squeeze Box: The Complete Works of "Weird Al" Yankovic (2017).

## Recepción

### Crítica
En general, «Like a Surgeon» obtuvo comentarios favorables de la crítica. En su reseña a Dare to Be Stupid, Eugene Chadbourne de Allmusic la calificó como «brillante» y felicitó a Yankovic por «quizás, su mejor parodia». Asimismo, reconoció la «gran idea» de usarla para ridiculizar un tema serio y concluyó: «Habiendo transformado el pegadizo éxito de Madonna de arriba abajo, Yankovic creó una sátira hilarante sobre la profesión de los médicos». De manera similar, Jason Lymangrover de la misma publicación la consideró una de las «grandes parodias» de su carrera. Richard Stim, autor de Music Law: How to Run Your Band's Business (2015), le pareció «lograda», y Bryan Brewer, del Digital Audio and Compact Disc Review, la llamó «tan buena en el CD» como la original. Un editor de Billboard elogió la habilidad de Yankovic por crear parodias y señaló que «Like a Surgeon» era una «ostentación de pop y divertida al mismo tiempo». Zeke Jarvis, en Make 'em Laugh! American Humorists of the 20th and 21st Centuries (2015), remarcó que sencillos como «Eat It» (1984) y «Like a Surgeon», junto con sus respectivos vídeos, incrementaron aún más su popularidad. Stephen Sheffer, de la estación de radio WXRT, la incluyó en el sexto lugar de las diez mejores parodias de Yankovic. El equipo de redacción de People afirmó que era, junto con «Girls Just Wanna Have Lunch», dos «opciones obvias» que pusieron en perspectiva a «Like a Virgin» y «Girls Just Want to Have Fun». En su comentario a la caja recopilatoria Squeeze Box, Stephen Thomas Erlewine de Pitchfork Media comentó que lo más notable de Dare to Be Stupid fue «cómo el tonto sencillo "Like a Surgeon" fue eclipsado por la canción que da título al disco, que fácilmente podría confundirse con una original de Devo». Christopher Thelen, del Daily Vault, se sintió algo decepcionado y no la encontró a la par con sus parodias anteriores; sin embargo, aclaró: «Desde que desarrollé una sana desconfianza hacia la comunidad médica, aprecio el sarcasmo un tanto mordaz en el que Yankovic cuadra de vez en cuando».

### Comercial
En Estados Unidos, «Like a Surgeon» debutó en el puesto número 74 del Billboard Hot 100 el 22 de junio de 1985; después de tres ediciones, alcanzó su posición más alta en el 47 y pasó ocho semanas en total. Se convirtió en su tercer sencillo más exitoso en el Hot 100. En Canadá ingresó a la lista oficial Top 100 Singles de la revista RPM el 29 de junio en la posición 72. Tras un leve ascenso, el 10 de agosto alcanzó el número 35 y permaneció en total quince semanas, hasta el 5 de octubre donde se ubicó por última vez en el puesto 99. Por último, ocupó el decimonoveno lugar en el conteo Kent Music Report de Australia.

## Promoción

### Vídeo musical
Para la promoción del sencillo se realizó un videoclip bajo la dirección de Jay Levey, quien también lo produjo junto con Robert K. Weiss para la productora Hamilton House. Está ambientado en un hospital y parodia varios elementos del vídeo original. Por ejemplo, ambos muestran un león al principio y, cuando canta en una camilla y se mueve de manera sugestiva, es una referencia a la escena de Madonna en una góndola en el canal de Venecia. A la mitad del vídeo aparece una imitadora de la cantante limando sus uñas en un rincón, y cerca del final el músico parodia algunas tomas de «Burning Up» y luego ejecuta una coreografía junto con dos bailarines similar a la que Madonna realiza en «Lucky Star»; ambas canciones aparecen en su álbum debut de 1983. Cabe señalar que al inicio se escucha por el altavoz la voz de una mujer que dice la línea Dr. Howard, Dr. Fine, Dr. Howard, una referencia a la película Men in Black (1934), interpretada por Los Tres Chiflados, donde Moe Howard, Larry Fine y Curly Howard personifican a médicos. La imitadora que aparece en el videoclip había ganado anteriormente un concurso local de dobles de Madonna.
El rodaje se realizó en un hospital real a puertas cerradas, mismo que anteriormente había sido usado como set para varias producciones. El león que deambula por los pasillos del lugar también era real; Yankovic recordó que varios de los extras se sintieron un poco intimidados por la presencia del animal durante la filmación, y agregó: «Fue divertido retorcerme en una camilla [...] porque por lo general lo hago en mi vida cotidiana, así que fue agradable poder hacerlo en público para variar». El vídeo se incluyó en la programación de MTV el 5 de junio de 1985, y apareció posteriormente en los recopilatorios The Complete Al (1991), The "Weird Al" Yankovic Video Library (1992), The Videos (1998) y The Ultimate Video Collection (2003). Como reseñas, Barry Weber de Allmusic destacó que era uno de los vídeos «maravillosamente satisfactorios» del cantante, y Eugene Chadbourne del mismo sitio opinó que «podría decirse que es realmente donde está la acción, por más agradable que sea la canción en sí». La revista Rolling Stone lo calificó como el sexto mejor vídeo de Yankovic y el equipo de redacción de Spin lo ubicó en la lista de los 52 más destacados del artista. Aunque no hubo una respuesta oficial de la Asociación Médica Estadounidense, Yankovic dijo que había oído de varios médicos que les había gustado la parodia.

### Presentaciones en vivo
«Like a Surgeon» ha sido una parte esencial en las presentaciones de Yankovic por décadas, y figuró en el repertorio de casi todas sus giras: The Stupid Tour (1985), Opening for the Monkees (1987), The Off the Deep End Tour (1992), The Alapalooza Tour (1994), The Al-Can Tour (1995), The Bad Hair Tour (1996-97), Touring with Scissors (1999-2000), The Mandatory World Tour (2015-16), The Ridiculously Self-Indulgent, Ill-Advised Vanity Tour (2018) y Strings Attached Tour (2019). En su reseña a uno de los conciertos del Stupid Tour, Russell Shaw de Billboard comentó que la actuación carecía del «sarcasmo trivial de su mejor trabajo». También la interpretó en una de las giras de la banda The Monkees, donde actuó como telonero; Tim Williams, del periódico The Vindicator, afirmó que su imitación de la cantante había sido «muy graciosa». Tras el estreno del documental de Madonna Truth or Dare (1991), las siguientes presentaciones del tema consistían en una parodia a la «interpretación de Medio Oriente» que ella realizaba en el filme. La actuación en Touring with Scissors figuró en el VHS/DVD Live!, editado en noviembre de 1999.

## Lista de canciones y formatos
| 7" / 12" |                                    |          |  |
| N.º      | Título                             | Duración |  |
| 1.       | «Like a Surgeon»                   | 3:27     |  |
| 2.       | «Slime Creatures from Outer Space» | 4:21     |  |

| 7" promocional |                  |          |  |
| N.º            | Título           | Duración |  |
| 1.             | «Like a Surgeon» | 3:27     |  |
| 2.             | «Like a Surgeon» | 3:27     |  |

| 7"  |                  |          |  |
| N.º | Título           | Duración |  |
| 1.  | «Like a Surgeon» | 3:27     |  |
| 2.  | «King of Suede»  | 4:12     |  |

| 12" |                               |          |  |
| N.º | Título                        | Duración |  |
| 1.  | «Like a Surgeon»              | 3:27     |  |
| 2.  | «Girls Just Wanna Have Lunch» | 4:21     |  |

## Listas
| País (Lista 2003-04)               | Posición más alta |
| ---------------------------------- | ----------------- |
| Australia (Kent Music Report)      | 19                |
| Canadá (RPM Top 100 Singles)       | 35                |
| Estados Unidos (Billboard Hot 100) | 47                |

## Créditos y personal
- Publicado por Billy Steinberg Music/Denise Barry Music (ASCAP) y Brigitte Baby Publishing/Polifer Publishing (BMI).
- Grabación en Santa Monica Sound Recorders (Santa Mónica, California).
- Masterización en Sterling Sound (Nueva York).

### Personal
- «Weird Al» Yankovic: voz, composición, arreglo
- Billy Steinberg: composición
- Tom Kelly: composición
- Rick Derringer: producción
- Tony Papa: ingeniería
- Dennis Keeley: fotografía
- Jay Levey: dirección (Imaginary Entertainment)

Créditos adaptados de las notas del sencillo de 7" y del álbum Dare to Be Stupid.